# Neivamyrmex moseri
Neivamyrmex moseri es una especie de hormiga guerrera del género Neivamyrmex, subfamilia Dorylinae. 

## Distribución
Esta especie se encuentra en Honduras y los Estados Unidos.